# Вулиці Рубіжного
У місті 83 вулиці, 3 проспекти, 3 площі, квартал, містечко, тупик та 61 провулок.

## Вулиці
- 30 років Перемоги
- Д. Береста
- Івана Богуна
- Бондаренка
- Биченкова
- Будівельників
- Ватутіна
- Визволителів
- Висока
- Вишнева
- Володимирська
- Вуліса
- Героїв Чорнобиля
- Гоголя
- Горького
- Володимира Даля
- Дачна
- Дойчева
- Енергетиків
- Забіркіне
- Заводська
- Залізнична
- Західна
- Іванова
- Київська
- В. Ковешнікова
- Колгоспна
- Зої Космодем'янської
- Короленка
- Івана Котляревського
- Коцюбинського
- Краснікова
- Кутузова
- Лазутіна
- Ліньовська
- Лісна
- Луганська
- Матросова
- Маяковського
- Менделєєва
- Миру
- Набережна
- Некрасова
- Озерна
- Почаївська
- Парківська
- Першотравнева
- Південна
- Підлісна
- Польова
- Померанчука
- Пушкіна
- Радіщева
- Руденка
- Садова
- Слов'янська
- Смирнова
- Сонячна
- Соснова
- Володимира Сосюри
- Спортивна
- Степова
- Студентська
- Східна
- Теплова
- Тимірязєва
- Трудова
- Тургєнєва
- Лесі Українки
- Українська
- Фестивальна
- Франка
- Харківська
- Хіміків
- Хлібозаводська
- Богдана Хмельницького
- Чехова
- Чкалова
- Чорнопащенка
- Чумаченка
- Шевченка
- Шкільна
- Ярославська

## Площі
- Володимирська
- Перемоги
- Хіміків

## Проспекти
- Московський
- Переможців

## Квартали
- Сонячний

## Містечка
- ІТР

## Провулки
- Абрикосовий
- В. Алєксєєва
- В. Бишенка
- Івана Богуна
- Бузковий
- Ватутіна
- Виноградний
- Героїв Чорнобиля
- Гоголя
- Володимира Даля
- Дачний
- Енергетиків
- Заводський
- Залізничний
- Західний
- Зелений
- Київський
- Кінцевий
- Клубний
- Козацький
- Івана Котляревського
- Олега Кошового
- Коцюбинського
- Лермонтова
- Ліньовський
- Лісний
- Матросова
- Монтажників
- Нахімова
- Невського
- Некрасова
- Озерний
- Партизанський
- Першотравневий
- Підлісний
- Піщаний
- Робочий
- Рубіжанський
- Світанковий
- Слобідський
- Слов'янський
- Суворова
- Теплова
- Тимірязєва
- Толстого
- Транспортний
- Трикотажників
- Український
- Футбольний
- Харківський
- Хлібозаводський
- Богдана Хмельницького
- Лізи Чайкіної
- Чайковського
- Чкалова
- М. Чумак
- Чумаченка
- Шевченка
- Шкільний
- Шмідта
- Ярославський

## Тупіки
- Гортопа